# Jacob Knade
Jacob Knade, auch Jakob Knade oder Jakob Knothe (* um 1495 in Danzig, Königlich-Preußen; † 1564 in Loitz, Herzogtum Pommern) war ein deutscher Dominikaner und evangelischer Theologe in Preußen und Pommern. Er war der erste reformatorische Prediger im Königreich Polen und 1518 einer der ersten verheirateten katholischen Priester Deutschlands.

## Leben

### Wirken in Danzig
Jacob Knade kam aus Danzig. Sein Geburtsjahr ist unbekannt. Er studierte an der Universität in Frankfurt (Oder). Jacob Knade war Dominikanermönch und wurde 1516 (?) zum Priester geweiht.
1518 war er Vikar (Verweser) an der Kirche St. Peter und Paul in Danzig. Als solcher begann er, beeinflusst von den lutherischen Schriften, evangelisch zu predigen. Er gilt damit als erster reformatorischer Prediger in Polen. Bald darauf heiratete er Anna Rastenberg, die Stieftochter des ehemaligen Bürgermeisters von Marienberg Rohböse. Er wäre damit einer der ersten Priester, der sich verheiratete. Allerdings ist der genaue Zeitpunkt der Heirat unklar (möglicherweise erst 1525?).
Bald darauf ließ ihn der zuständige Bischof Matthias von Leslau verhaften und an Händen und Füßen gefesselt nach Subkau bringen. Nach einem halben Jahr gelang es seinem Schwiegervater, ihn nach persönlicher Vorsprache beim König freizubekommen, unter der Bedingung, dass Knade die Stadt Danzig verlässt.

### Aufenthalt bei Thorn
Knade wurde von einem Adligen (Krokow?) auf dessen Gut bei Thorn aufgenommen und konnte dort als Prediger wirken.
Ob er danach noch einmal nach Danzig zurückkehrte, ist unklar.

### Prediger im Herzogtum Preußen
1527 war Jacob Knothe Prediger in Marienburg im protestantischen Herzogtum Preußen, danach in Soldau und 1530 in Mohrungen.
1535 musste er sich als Prediger in Neidenburg vor dem lutherischen Bischof Paul Speratus für theologische Ansichten rechtfertigen, die denen Kaspar Schwenckfelds nahestanden. Er verfasste einen Widerruf. Da es zu keiner Einigung kam, verließ Knothe das Herzogtum Preußen.

### Tätigkeiten in Pommern
Jakob Knothe ging in das protestantische Herzogtum Pommern. Er wirkte zunächst in Wintershagen im Kreise Stolp, seit etwa 1538/39 in Anklam. Dort wurde er 1543 von der Synode wegen der Teilnahme an den Unruhen in der Stadt, die von Johannes Hagemeister ausgelöst worden waren, abgesetzt.
Jacob Knothe war danach in Ueckermünde, Demmin und Loitz tätig, wo er 1564 starb. Seine Frau kehrte danach nach Danzig zurück, wo sie etwa 1581 starb.